# سیارک ۱۷۰۶۱
سیارک ۱۷۰۶۱ (به انگلیسی: 17061 Tegler، نامگذاری:1999GQ8) هفده هزار و شصت و یکمین سیارک کشف شده‌است که در ۱۰ آوریل ۱۹۹۹ کشف شد.
قدر مطلق سیارک برابر ۱۵.۵ است.